# Derobrachus dohrni
Derobrachus dohrni là một loài bọ cánh cứng trong họ Cerambycidae.